# Butkovské bradlá
Butkovskéa bradlá jsou geomorfologická část Trenčínské vrchoviny.  Zabírají plošně nevelké území na severním okraji podcelku, jižně od Beluše a nejvyšší vrch Butkov dosahuje (765 m n. m.) 

## Polohopis
Území zabírá severní okraj podcelku Trenčianska vrchovina, východně od Ladiec a jižně od Belušských Slatín. Od zbytku Strážovských vrchů jsou Butkovská bradla odděleny Butkovskou brázdou, která tvoří věnec, obepínající tuto část z jižní a východní strany. Na severu leží Podmanínska pahorkatina a západní okraj vymezuje Ilavská kotlina, oba podcelky Považského podolí. 
Horstvo rozdělují na tři části Lúčkovský a Slatinský potok, které odvádějí nadbytečnou vodu západním směrem do řeky Váh. Velkou část západního úpatí vrchu Butkov tvoří kamenolom, který je zdrojem surovin pro blízkou cementárnu v Ladcoch. 

## Ochrana území
Butkovská bradla nepatří do Chráněné krajinné oblasti Strážovské vrchy a na území této části Strážovských vrchů nejsou ani žádné zvláště chráněné území. 

## Turismus
Severní okraj Trenčínské vrchoviny byl dlouhá desetiletí turisticky jen málo atraktivním územím, což způsobila devastace okolí místní cementárnou. Nejvyšší vrch je desetiletí z velké části součástí lomu a přístup na něj je značně omezen. Hustým lesem pokryté vrchy umožňují velmi omezené výhledy. Výjimečnou lokalitou je soutěska Belušské vrata v severovýchodní části území. Žlutě značená stezka vede údolím Lúčkovského potoka z Ladiec až do Mojtína.  Turisticky zajímavým a vyhledávaným místem se stává nedávno vybudovaná křížová cesta Butkov. 

### Vybrané vrchy
- Butkov (765 m n. m.)
- Kaliště ( 680 m n. m.
- Hradiště (519 m n. m.) [2]